# Borki Siedleckie
Borki Siedleckie – wieś w Polsce położona w województwie mazowieckim, w powiecie siedleckim, w gminie Suchożebry.
W latach 1975–1998 miejscowość administracyjnie należała do województwa siedleckiego.
W miejscowości był przystanek kolejowy Borki Siedleckie.